# Hevlín
Hevlín (en allemand : Höflein) est une commune du district de Znojmo, dans la région de Moravie-du-Sud, en République tchèque. Sa population s'élevait à 1 437 habitants en 2019.

## Géographie
Hevlín se trouve à 27 km à l'est-sud-est de Znojmo, à 52 km au sud-sud-ouest de Brno et à 204 km au sud-est de Prague.
La commune est limitée par Šanov et Hrabětice au nord, par l'Autriche à l'est et au sud, et par Dyjákovice et Velký Karlov à l'ouest.

## Histoire
La première mention écrite de la localité date de 1282.